# Barajul Siriu
Barajul Siriu este un baraj de pământ aflat pe râul Buzău, în comuna Siriu din județul Buzău, între masivul Siriu și masivul Podu Calului.

## Descriere
Pentru înățarea barajului s-au folosit o combinație de luturi. Barajul este alcătuit din rocă, steril și un miez din argilă, fără beton în compoziție, folosindu-se numai materiale extrase din cariere și exploatări locale. Volumul umpluturilor totalizează 8,3 milioane metri cubi anrocamente. După barajul de la Lotru, este a doua din țară ca modalitate de realizare, dintr-un miez de straturi succesive de argilă uscată, pânze verticale groase de nisip, apoi pietriș, rocă măruntă, până la bolovani mari. În contact cu apa, argila uscată își mărește volumul și devine impermeabilă.
Lacul de acumulare format are o lungime de 10 km, o adâncime de peste o sută de metri, o suprafață de peste 550 ha și un volum de 155 milioane metri cubi. După terminarea lucrării, barajul Siriu a ajuns la 122 m înălțime, o lățime la bază de 520 m și o deschidere (lungime la coronament) de 570 m.

## Construirea
Barajul a fost aprobat pentru construire în ianuarie 1972 și a fost terminat în decembrie 1994. Scopul construirii barajului a fost  sa preia din debitul ce se revarsă pe Valea Buzăului pe de o parte, fie alimentarea cu apă potabilă și industrială a localităților din aval și irigarea a 50.000 ha de teren agricol și, pe de altă parte, producerea de energie electrică prin construirea hidrocentralei Nehoiașu, dată în exploatare în 1988, cu o putere instalată de 42 MW, având un debit instalat de 32 m³/s și generând o producție medie de energie electrică de 144GWh pe an. Barajul folosește și la apărarea împotriva inundațiilor, acumularea Siriu fiind prevazută cu o tranșă de atenuare a viiturilor de 30 milioane m³, până la 980 m³/s. 
Impact asupra zonei
Pentru construirea barajului, aproximativ 300 de gospodării care erau în raza construcției, au fost evacuate, iar cimitirul și monumentul Eroilor de la Siriu, au fost mutate la o altitudine mai mare.  Drumul național DN10 a fost deviat, ocolind lacul Siriu pe linia sa de contur, pentru acest scop construindu-se mai multe viaducte. Viaductul Giurca are o lungime de 276 m, cu piloni de 46 m înălțime, iar viaductul Stânca Tehărău traversează stânca versantului cu același nume dând senzația unui pod suspendat.